# Matra MS680
La Matra MS680 (a volte indicata come Matra-Simca MS680) è una vettura da competizione realizzata dalla casa automobilistica francese Matra, che corse nel campionato mondiale sportprototipi del 1974 e alla 24 Ore di Le Mans 1974.

## Descrizione

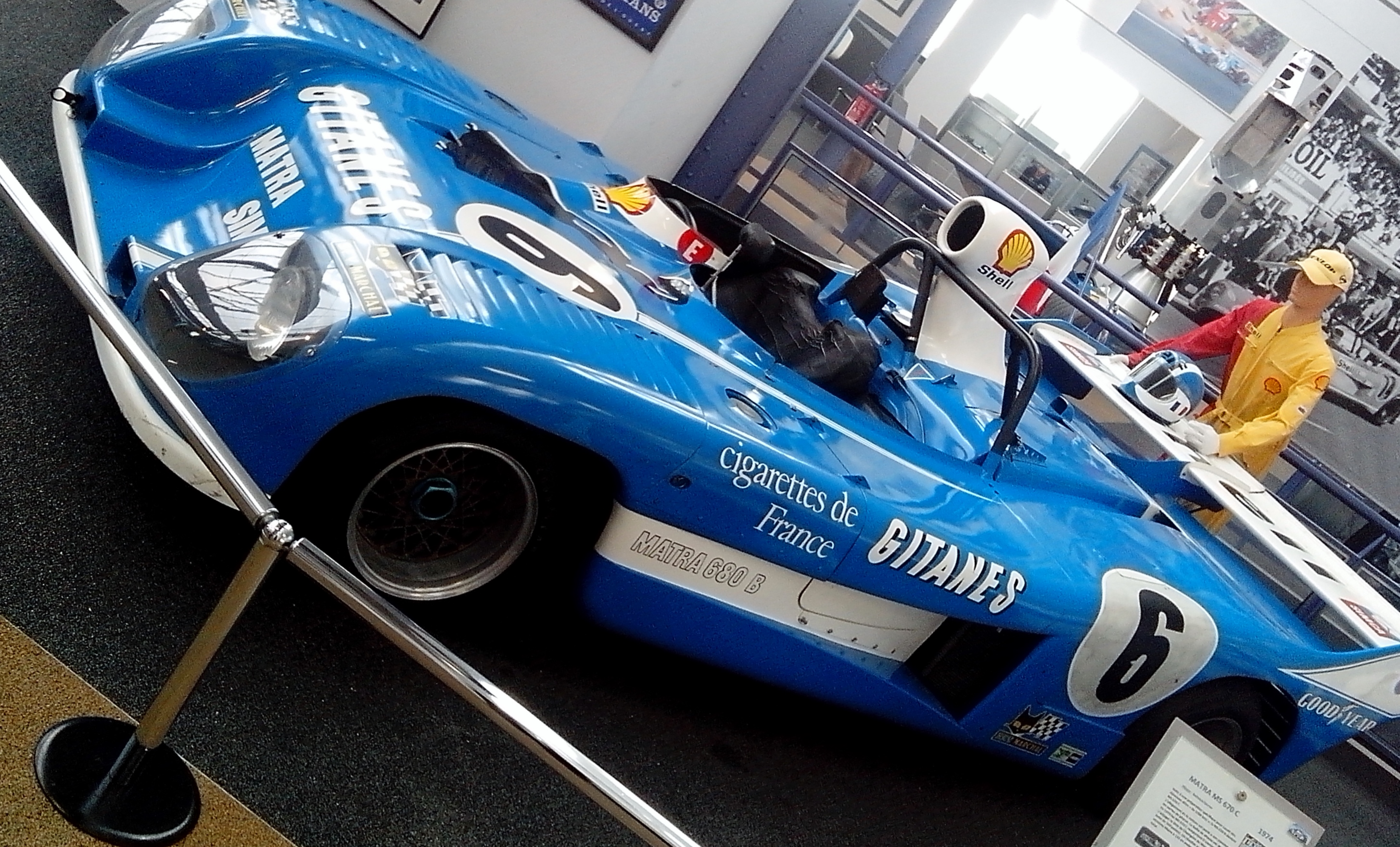
Una MS680B

La MS680 è stata l'ultima vettura sportiva sviluppata dalla Matra. L'unica MS680 realizzata era basata su uno chassis modificato della MS670C. A spingere la vettura c'era il motore Matra V12 da 3 litri.
L'MS680 fu utilizzata nei test prima pre-gara e in gara alla 24 ore di Le Mans 1974. L'auto fu guidata da Jean-Pierre Beltoise e Jean-Pierre Jarier. Durante la gara la Matra ha subito avuto problemi di surriscaldamento del motore, causando un guasto alla vettura dopo 104 giri di gara.
Matra si ritirò dalle competizioni automobilistiche internazionale alla fine del 1974 e la vettura non fu più utilizzato. L'unico esemplare di MS680 è custodito all'interno del Museo Matra di Romorantin-Lanthenay.